# Nicola Antonio Monti
Nicola Antonio Monti (Ascoli Piceno, 1736 – 1795) è stato un pittore italiano.
Discepolo dall'artista Pompeo Batoni, realizzò diversi dipinti e oli ad Ascoli Piceno, Fermo, Montegranaro e Sant'Elpidio a Mare.

## Opere conservate presso la Chiesa di San Filippo Neri a Sant'Elpidio a mare

### Estasi di San Filippo Neri
La Chiesa dietro l'altare maggiore ospita l'ancóna di Nicola Monti che raffigura il tema dell'"Estasi di San Filippo Neri" (anno 1791, cm 190x410). Il Santo, dopo aver pregato a lungo all'interno delle catacombe di San Sebastiano nel giorno di Pentecoste del 1544, vide lo Spirito Santo discendere in forma di Colomba e effondere con un raggio della sua luce lo Spirito di Amore che dilatò il cuore del Santo. L'evento venne scientificamente attestato dai medici.

### La Crocifissione
Il dipinto è stato realizzato nell'anno 1792 (cm. 148X310).

## Opere conservate presso la Sagrestia della Chiesa di San Filippo Neri a Sant'Elpidio a mare

### Il Sacro Cuore
L'olio su tela (cm 47X64) raffigura Gesù benedicente nell'atto di mostrare con la mano sinistra il proprio cuore fiammeggiante. Il dipinto è ispirato alla celebre composizione realizzata da Pompeo Batoni per la Chiesa del Gesù a Roma.

### L'incredulità di San Tommaso
Realizzato alla fine del XVIII secolo, l'olio su tela (cm 54X73) raffigura Gesù in piedi sulla destra nell'atto di sollecitare l'Apostolo San Tommaso a verificare la piaga sul costato. Tre Apostoli assistono alla scena.

## Opere conservate a Montegranaro

### San Lorenzo da Brindisi
Olio su tela - datazione incerta - osservabile presso la chiesa di San Francesco

### Immacolata Concezione

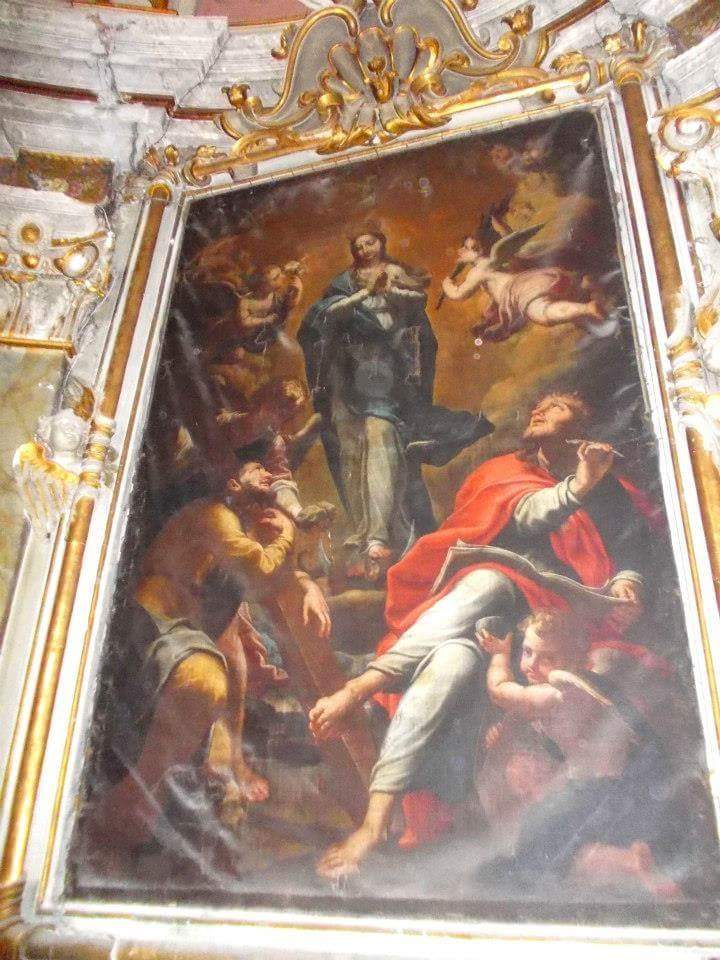
Immacolata Concezione - Nicola Monti - Chiesa dei SS.Filippo e Giacomo a Montegranaro (FM)

Olio su tela - datazione incerta - osservabile presso la chiesa dei SS.Filippo e Giacomo

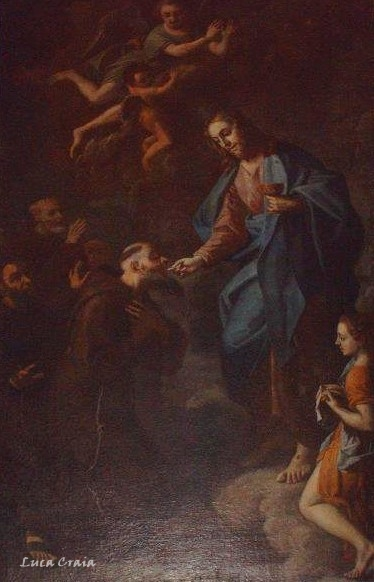
San Lorenzo da Brindisi - Nicola Monti - chiesa di San Francesco (Montegranaro - Fermo)

## Nella Cattedrale di Lanciano
Presso la Cattedrale della Madonna del Ponte di Lanciano, nel secondo altare da sinistra,  si conserva la tela del "San Francesco di Paola che risuscita una ragazza"  olio su tela (1791 circa). San Francesco è dentro un colonnato classico, accoglie alla sua destra il nipote, sulla destra c'è la ragazza risanato con la madre. Sulla sinistra un angelo regge il monogramma dei Frati Minimi, su una colonna vi è lo stemma della famiglia che possedeva il patronato dell'altare.
Il pittore lancianese Eliseo de Luca nell'800 copiò la tela di Monti per un altare del vicino santuario della Madonna dell'Assunta a Castel Frentano.